# Sardor Nurillayev
Sardor Nurillayev (Samarcanda, 12 de noviembre de 1994) es un deportista uzbeco que compite en judo. Ganó dos medallas en el Campeonato Asiático de Judo, en los años 2021 y 2024, en la categoría de –66 kg.

## Palmarés internacional
| Campeonato Asiático | Campeonato Asiático | Campeonato Asiático | Campeonato Asiático |
| Año                 | Lugar               | Medalla             | Categoría           |
| ------------------- | ------------------- | ------------------- | ------------------- |
| 2021                | Biskek (Kirguistán) | Medalla de oro      | –66 kg              |
| 2024                | Hong Kong (China)   | Medalla de bronce   | –66 kg              |